# Julie Dib
Julie Dib (18 de julio de 1977) es una deportista libanesa que compitió en taekwondo. Ganó una medalla de bronce en el Campeonato Asiático de Taekwondo de 2004 en la categoría de –59 kg.

## Palmarés internacional
| Campeonato Asiático | Campeonato Asiático      | Campeonato Asiático | Campeonato Asiático |
| Año                 | Lugar                    | Medalla             | Categoría           |
| ------------------- | ------------------------ | ------------------- | ------------------- |
| 2004                | Seongnam (Corea del Sur) | Medalla de bronce   | –59 kg              |